# Tonto Apaši
Tonto Apaši (Tonto, Tonto Apaches).- Jedno od plemena iz grupe Zapadnih Apaša, porodica Athapaskan, nastanjeni u 19. stoljeću u Arizoni oko planina Mazatzal i gornjeg Tonto Creeka i East Verde, takozvani Southern Tonto. Druga grupa koju Swanton naziva Northern Tonto naseljavali su područja oko planina Bald Mountain, Fossil Creek, Mormon Lake i Oak Creek. Tonto Indijanci 1875. otjerani su na rezervat San Carlos gdje su tretirani kao ratni zarobljenici sljedećih 25 godina. Kroz to vrijeme Tontosi su došli pod kulturni utjecaj San Carlos Apaša počeli ženiti za njih, a odrazilo se i u kulturnim karakteristikama, nošnji i stilovima gradnji kuća. Godine 1900. mnoge porodice vratuile su se Verde Valley gdje još žive. Ovdje su se 1934. Tontosi udružili s Yavapaima pod ime Yavapai-Apache Tribe koje su 1992. promijenili u Yavapai-Apache Nation. Otvaranjem kockarnice Cliff Castle Casino 1995. Indijanci su uspjeli namaknuti novac za razvoj svoje malene zajednice i očuvanje jezika i plemenskih običaja. Ova grupa Apaša često se naziva i Camp Verde Yavapai-Apache. Prema riječima Kathryn Marquez (Yavapai, 1998), njihov rezervat naseljavaju potomci Wikpukbah-Yavapaia i služe se yavapai jezikom, dok se Dilzhee-Apaši (Tontosi) služe apaškim. Obje grupe broje 1,550 članova (2000.). 
Drugo Tonto pleme poznato kao Tonto Apache, danas živi na rezervatu Tonto Apache, kod gradića Payson, na sjeverozapadu okruga Gila. Ova Tonto grupa 1994. godine ima 110 Tonto Apača od 140 stanovnika rezervata. Od ovoga broja 102 su na rezervatu i 8 van njega. Godine 1994. pleme je dobilo kockarnicu Mazatzal Casino koji posjeduje preko 300 aparata, sobe za poker ‘poker room’, 300 mjesta u bingo-sali, restoran, prostorije za shoping i drugo.

## Vanjske poveznice
- Tonto Apache Reservation  Arhivirana inačica izvorne stranice od 17. lipnja 2006. (Wayback Machine)
- Tonto Apache Tribe  Arhivirana inačica izvorne stranice od 10. prosinca 2004. (Wayback Machine)
- Tonto Apaches  Arhivirana inačica izvorne stranice od 27. travnja 2006. (Wayback Machine)